# Притцкер, Игорь Аркадьевич
Игорь Аркадьевич Прицкер (26 марта 1953, Куйбышев (сейчас — Самара) СССР) — советский и российский архитектор.

## Биография
Игорь Аркадьевич Прицкер родился в Куйбышеве.
- В 1976 году окончил архитектурный факультет Куйбышевского инженерно-строительного института
- С 1976 года по 1987 год работал в проектном институте «Военпроект 347»
- С 1987 года был заместителем директора мастерской «Архпроект» Союза архитекторов, Куйбышев, СССР
- С 1986 по 1991 г.г. агент Поволжской зоны в Совете молодых архитекторов СА РСФСР и член правления КОСА
- С 1992 года возглавляет персональную творческую мастерскую

## Избранные проекты и постройки
- 1979 год — жилой комплекс в городе Казани у озера Средний Кабан, СССР
- 1982 год — многофункциональное сооружение в городе Саратове, СССР
- 1985 год — реконструкция и пристрой здания штаба ПриВО, город Самара, СССР
- 1984—1986 гг. — проекты жилых кварталов в городе Самаре, СССР
- 1993 год — план детского дошкольного комплекса в городе Отрадном, Российская Федерация
- 1991—1997 гг. — комплекс 14—16-ти этажных жилых зданий и офисно-торгового центра в городе Самаре, Российская Федерация
- 1999—2000 гг. — жилые дома в городе Самаре, Российская Федерация

## Конкурсные проекты
- Благоустройство жилого района в городе Чебоксары (2 премия, совместно с архитекторами городов Ленинграда, Москвы, Н. Новгорода, 1983 г.);
- Монумент Победы в городе Москве — 1988 г. (совместно с архитекторами А. Герасимовым, Н. Красько);
- Заказной конкурс на жилой жилье с офисами по ул. М. Горького, Куйбышев, СССР, (совместно с архитектором Ю. Мельничуком, 1990 год);
- Заказной конкурс на Центр семьи и досуга в городе Тольятти (2001 г.)